# Chaltenobatrachus grandisonae
Chaltenobatrachus grandisonae é uma espécie de anfíbio anuro da família Batrachylidae. É considerada dados insuficientes pela Lista Vermelha da UICN. Está presente em Argentina, Chile.